# Evernote
Evernote — онлайн-сервіс та ряд додатків для різних платформ, призначених для збереження, синхронізації та пошуку приміток, в тому числі текстових записів, вебсторінок, списку задач, фотографій, малюнків, електронної пошти та ін.
Evernote дає змогу запам'ятовувати будь-яку інформацію — незначну чи дуже важливу — на комп'ютері, телефоні, планшеті чи через веббраузер.